# Farao

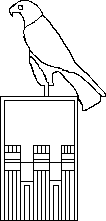
De Serech verbeeldt het "Groot Huis" of paleis

Farao is de titel die wordt gebruikt om koningen of koninginnen (met goddelijke status) van Opper en Neder-Egypte vanaf ongeveer 1500 voor Chr. aan te geven. De term is afgeleid van de woorden per aa, hetgeen Groot Huis ofwel paleis betekent. De 'per' was oorspronkelijk het domein rondom de tempel en kon tienduizend hectare of meer beslaan.

Na Djoser van de derde dynastie werden de mannelijke bewindslieden meestal afgebeeld met een Nemes haardracht, een valse baard, en een ornaatkilt

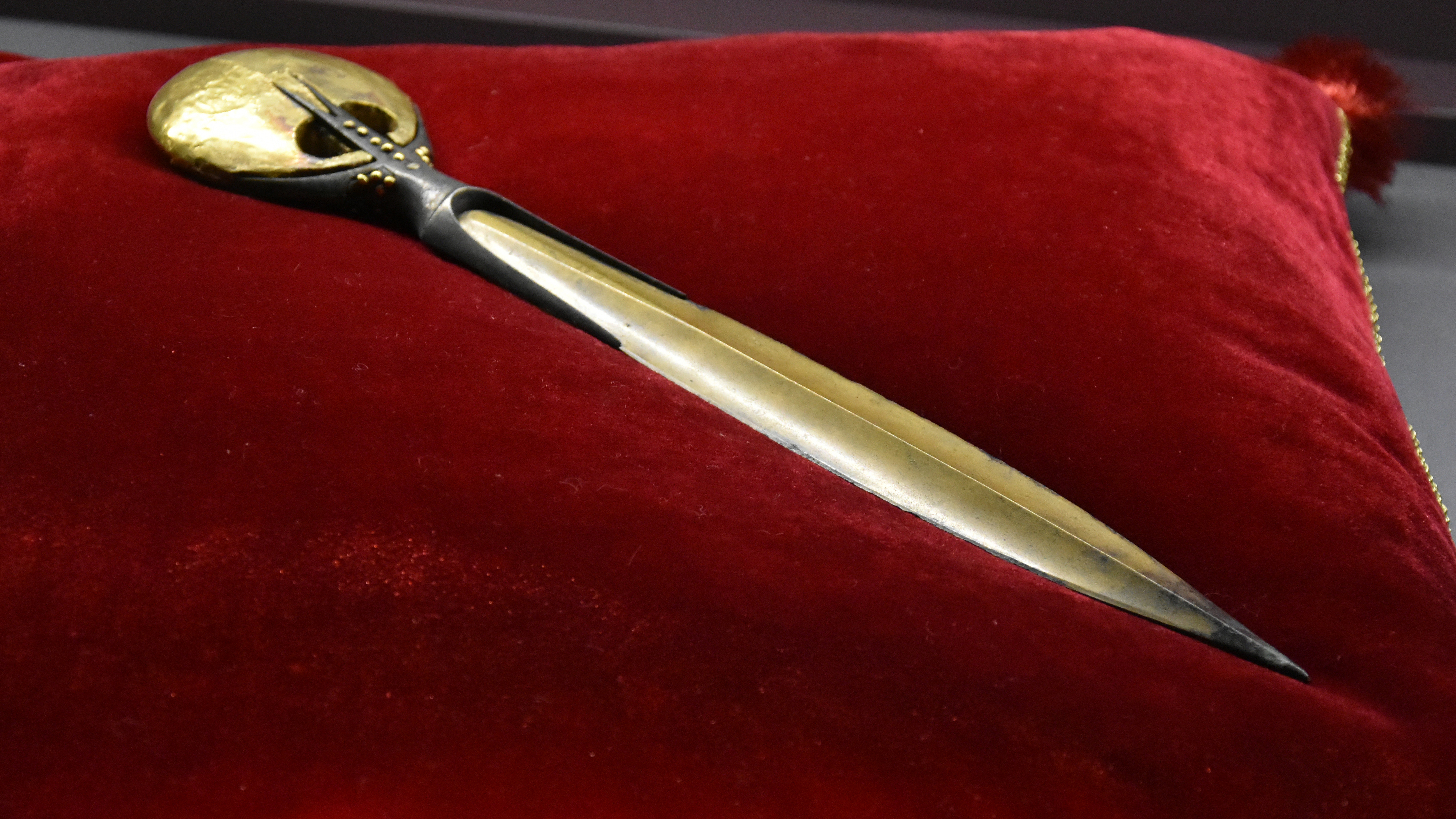
Dolk van farao Kamosis (ca. 1450 v.C. hout, koper en goud) - Koninklijke Bibliotheek van België

De Egyptenaren zelf noemden hun koning of koningin meestal n.sut, nesoet, "koning". In de late tijd werd het woord paleis (per 'a) soms overdrachtelijk gebruikt, zoals men ook nu bijvoorbeeld 'het paleis' zegt als men de koning en zijn hofhouding bedoelt. Het werd in het algemeen niet door Egyptenaren zelf gebruikt. De titel van farao begon men in het Nieuwe Rijk, meer bepaald in het midden van de 18e dynastie van Egypte specifiek voor de mannelijke vertegenwoordiger, de koning, te gebruiken.
Het gebruik van het woord in de Hebreeuwse Bijbel, en met name in het Boek Exodus, is door veel moderne geschiedkundigen overgenomen. Ook de Koran verwijst veelvuldig naar 'de farao' uit Egypte.
Ongeveer vanaf 7000 v.Chr. trokken bevolkingsgroepen naar Egypte om zich daar te vestigen in landbouwgemeenschappen. Rond 5000/4000 v.Chr. begon men zich te specialiseren in beroepen en zo kwam er ook een dorpshoofd. Deze dorpshoofden werden machtiger en bevochten elkaar in een serie kleine oorlogen. Rond 3200/3000 v. Chr begon men met het centraler maken van Opper- en Neder-Egypte, de stammen werden verenigd en zo ontstond er twee, later één gecentraliseerde staat met aan het hoofd een koning aan wie ook goddelijke macht werd toegedicht. Met de eenwording van het land begon de eerste dynastie. Vele verschillende farao’s hebben elkaar opgevolgd en meestal hun sporen nagelaten door graftomben, tempels, bouwwerken te bouwen.
De farao droeg een dubbele kroon: de rode kroon van Neder-Egypte (noorden) en de witte kroon van Opper-Egypte (zuiden). Zo werd de samenvoeging van beide gebieden gesymboliseerd. Een ander element is dat de koning een stierenstaart droeg. Dit om te symboliseren dat de koning dezelfde kracht en status had als de Hemelstier. Dit element was te zien vanaf de eerste verschijning tot aan de keizerlijke nepfarao's. De farao droeg meestal veel verschillende kleren voor ceremonies. Daarnaast werden er in de loop van de tijd nog meer regalia ontwikkeld.

## Ontstaan van de titel van farao
Farao betekent "Groot Huis" en men verwees daarmee naar de woning van het koninklijk paar, die groter was dan alle andere woningen in het oude Egypte. De 'per' was oorspronkelijk het domein rondom de tempel en kon tienduizend hectare of meer beslaan. Geleidelijk werd de term als titel aangewend en raakte tegen de tijd van het bewind van Thoetmosis III (ca. 1479-1425 v.Chr.) als aanspreektitel voor de persoon van de koning in gebruik.
De term 'farao' is uiteindelijk afgeleid van een samenstelling die als pr-`3 wordt voorgesteld. Het hiëroglief pr staat voor "huis", en `3 voor "zuil". Het werd enkel in grotere zinnen gebruikt, zoals smr pr-`3 "Hoflid van het Hoge Huis", met uitdrukkelijke verwijzing naar de gebouwen van het koninklijk hof, hetzij het paleis zelf.
Vanaf de 12e dynastie van Egypte komt het woord in een beleefdheidsformule voor "Groot Huis, moge het leven, welzijn en gezond wezen", maar opnieuw enkel ten aanzien van het koninklijk paleis en niet de persoon.
De vroegste gelegenheid waar pr-`3 als specifiek gericht tot de mannelijke bewindvoerder wordt gebruikt is een brief aan Amenhotep IV (Akhenaten, die circa 1353 - 1336 v.Chr. heerste), gericht aan 'Farao, "alle leven, welzijn en gezondheid!".
Tijdens de 18e dynastie van Egypte (16e tot 14e eeuw v.Chr.) werd de titel farao voorbehouden als eervolle aanduiding van de mannelijke bewindvoerder. Vanaf de laat-21e dynastie van Egypte begon men het als titel toe te voegen tot de andere koninklijke titels die voor de naam van de heerser verschenen, en vanaf de 25e dynastie (8e tot 7e eeuw v.Chr.) was het, althans in het gewone gebruik, het enig epitheton dat voor de koninklijke naam werd geplaatst.
De vroege koningen werden gezien als de vertegenwoordigers en reïncarnatie van de goden, aanvankelijk met name van Horus. Zij hadden dus niet alleen wereldlijke maar ook geestelijke macht. Van de eerste dynastie is bekend dat bij de dood van de koning mensen werden gedood om hem in zijn graf te begeleiden. De piramiden, die gebouwd werden vanaf de 3e dynastie (2575 v.Chr.), verzekerden het voortbestaan van de koning na zijn dood en daarvan hing ook de eeuwigheid van de onderdanen af. Tijdens de 4e en 5e dynastie was de zon, bron van al het leven, heel belangrijk geworden. De farao werd vanaf die tijd beschouwd als de zoon van de zonnegod, tevens oppergod, Ra. Hij werd ook gezien als de brenger van de vruchtbaarheid in de vorm van de jaarlijkse overstroming. Gedurende de bijzonder lange regeringsperiode van Pepi II van de 6e dynastie liep het (god)koninklijke gezag een geduchte knauw op. Er is wel gesuggereerd dat er een lange tijd van droogte (zoals de magere jaren bekend uit de Bijbel) geweest is die de koning niet vermocht te bezweren. Met de 7e dynastie namen de lokale vorsten, de nomarchen de feitelijke macht over en veranderde ook het religieus denken. Onsterfelijkheid was er niet langer alleen voor de ene godkoning, maar eenieder kon het nastreven als men geld genoeg had voor een goede begrafenis.
Vanaf ± 2040 v.Chr. stond de farao dichter bij het volk en steunde hij voor een deel op de priesterschap, met name die van Amon. Hij had nog wel de status van een godheid, maar hij werd toch eerder gezien als redder van de bevolking. De organisatie van de staat werd ingewikkelder met name door de uitbreiding van het Egyptisch gezag over de buurlanden. Taken moesten daarom overgeheveld worden naar ambtenaren en dit liep grotendeels via de tempels. Zo moesten zij toezien op de leveranties van goederen en de afdracht van belastingen aan de tempels en aan het paleis. Zij oefenden tevens het toezicht uit op bepaalde herendiensten (zoals de bouw van de piramiden en later van paleizen en grensversterkingen) die de boerenbevolking moest verrichten als de Nijl was overstroomd en ze dus niet op het land konden werken. De ambtenaren werden beloond met landschenkingen. Mettertijd leidde dit echter tot ondermijning van het koninklijk gezag doordat bepaalde machtige ambtenaren uiteindelijk veel bezit hadden en zo op lokaal niveau zich als zelfstandige vorsten konden gedragen. Dit had verzwakking van het centraal gezag tot gevolg. Achnaton kwam tegen deze geleidelijk uitholling van de koninklijke macht in opstand en trachtte de tempels en hun priester voorgoed uit te schakelen. Uiteindelijk liep dit op een grote mislukking uit en met Horemheb werden de meeste hervormingen teruggedraaid. Sindsdien moesten de koningen de priesters met het betalen van grote schenkingen te vriend houden. Tot en met Ramses II lukte dat aardig omdat Egypte over aanzienlijk buitenlands bezit beschikte. Na Ramses III verloor het dat en de latere Ramessiden hadden niet veel meer te vertellen.
Door de eeuwen heen zijn er periodes geweest van centralisatie afgewisseld met tijden van verdeeldheid. Tijdens dat laatste kon het zijn dat twee of meer koningen naast elkaar regeerden met burgeroorlogen als gevolg. En om de chaos compleet te maken vielen er regelmatig andere volken Egypte binnen. Meestal kon een van de lokale vorsten met geweld zijn mededingers onderwerpen en de eenheid onder een nieuwe dynastie herstellen. Op deze wijze wisselden perioden van bloei en eenheid af met tussenperioden van verval. De farao bleef in theorie de zoon van god. De vorst kreeg zijn gezag van de goden. Die macht was onbeperkt zolang de vorst zich wist te handhaven. Werd hij van de troon gestoten door bijvoorbeeld een concurrerende vorst dan bewees deze daarmee dat de verstotene ‘het mandaat des Hemels’ niet waardig was en de goddelijke volmacht ging vervolgens over op de nieuwe koning.
Later hebben vreemde heersers, die Egypte hadden veroverd of waren binnengedrongen het gezag van het Egyptische koningschap gebruikt om het land onder de duim te houden. De priesterschap collaboreerde in het algemeen met de vreemde heersers zolang dezen hun positie maar niet al te zeer aantastten. Eerst kwamen de Libiërs, daarna de Nubiërs, de Assyriërs, de Perzen en de Grieken en tot slot de Romeinen. Zelfs de Romeinse keizers vonden het nog opportuun zichzelf zoon van Ra en nesoet te noemen en hun naam in een cartouche te schrijven om zo religieuze legitimiteit voor hun gezag op te eisen. Pas met de komst van het christendom kwam er een eind aan deze maskerade die met onderbrekingen een millennium geduurd heeft.

## De macht van de koningin
In haar priesterlijke hoedanigheid zorgde de Koninklijke vrouwe voor het overbruggen van de kloof tussen het goddelijke en het menselijke plan. Het koninklijk hof bestond al vrij vroeg uit meerdere mannen en vooral vrouwen, naast de koning en de koningin. Het ging dan meestal om familieleden, waaronder koningin-moeder, erfprinsen en -prinsessen. In het Oude en het Middenrijk waren hieraan vaak talloze buitenlandse koninklijke dochters toegevoegd, zoals ook Egyptische met het hof van de andere mogendheden werden uitgewisseld, om er een hogere opleiding te genieten, en om de goede betrekkingen tussen de landen in stand te houden. Zo liet de Mitanni-koning Toesjratta 270 adellijke dames aan het hof van Teye en Amenhotep III verblijven. Dat er ook huwelijken met dames uit deze 'harem' volgden was onvermijdelijk. Zo huwde Akhenaten met een dochter van Toesjratta. Ook werden een aantal vrouwen van het hof als concubines van de farao beschouwd.

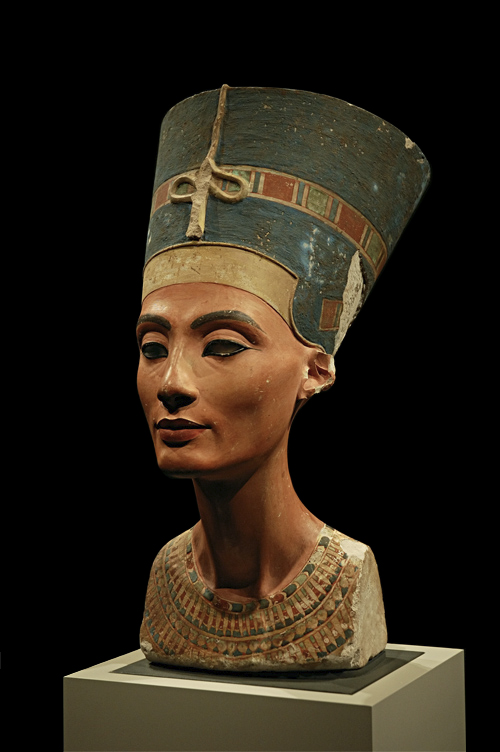
De beroemde buste van Nefertiti (Neues Museum, Berlijn).

De koningin stond aan het hoofd van de koninklijke familie, en de zogenaamde harem was vooral een woon- en administratief centrum onder haar hoede en in haar dienst. Zij regelde er de opvoeding van de koningskinderen en kinderen van vooraanstaande families. Tijdens het Nieuwe Rijk werd deze 'harem' het centrum van het hofleven en onder de Ramessiden werden daar zelfs samenzweringen gesmeed. Hofdames huwden ook met vooraanstaande en verdienstelijke ambtenaren, waardoor nauwe banden ontstonden tussen de ambtenaarswereld en het koningshuis.
In het openbare leven werd de band van de grote heersers met hun Grote koninklijke vrouwe sterk benadrukt in de officiële geschriften. Meestal dankten zij hun positie dan ook aan de faam en de familiebanden van de prinsessen. Al in de tijd van de piramidebouwers worden koning en koningin samen afgebeeld, waarbij de gemalin hem symbolisch en letterlijk omarmt. Koninginnen van het Middenrijk worden meer dan levensgroot afgebeeld, eventueel in de vorm van een sfinx, dus als goddelijk wezen. Teye verschijnt in de officiële iconografie aldus terwijl zij buitenlandse vrouwen vertrappelt. Zij was ook de eerste Egyptische koningin die haar naam op officiële akten liet verschijnen. Nefertiti bedreigt met een kromzwaard de vijanden van Egypte.
Bij het verlenen van onderscheidingen en bij openbare plechtigheden, treden koning en koningin samen in het publiek, vaak aan het hoofd van een processie van andere hoflieden.
Veel macht ging ook uit van de koningin moeder. Zij was direct betrokken bij de opvoeding van de eventuele troonopvolgers, maar bleef voort invloed uitoefenen op de huidige mannelijke waarnemer van de macht. Veel koninginnen traden een tijd lang als regentes op voor een nog minderjarige troonpretendent. Slechts eerder zelden behielden zij deze functie om zich ook naar buiten toe als vertegenwoordigster van het hof te gedragen. Hatsjepsoet en Tawosret behoorden o.a. tot deze laatste categorie.
Middels een rijk arsenaal aan koninginnentitels, die zij zich lieten aanmeten, wisten de meeste koninginnen hun macht en invloed te bevestigen en uit te breiden en zich van een groot aantal privileges te verzekeren.

## Regeneratie van de macht
De vruchtbaarheid van farao stond er borg voor dat deze via zijn speciale band met de goden ook het land en de bevolking vruchtbaar zou houden.
Het eerste jubileum van de koning werd gehouden als hij 30 jaar op de troon zat. De volgende festivals na elke drie jaar. Hij diende bij die gelegenheid blijk te geven van zijn fitheid en potentie. Meestal zijn er afbeeldingen te zien van een koning die naast de Apis-stier rent, of zittende met een Heb-sed mantel en de rode en de witte Egyptische kronen in een Heb-sed-paviljoen. De koning droeg ook een ceremoniële stierenstaart.

## De Farao voor de Egyptenaren
Voor de Egyptenaren was het ‘koningschap’ een onsterfelijke onaantastbare instelling die ook religieuze betekenis had. De goden hadden het ambt ingesteld en het was dus onderdeel van de maät, de goddelijke orde. Ze hadden grote eerbied voor hun vorst. Van oudsher werd aan de toekomstige koningen geleerd bepaalde principes te erkennen; ze moesten streven naar het voldoen aan het Egyptische idee van een goede koning. De farao werd geacht zorg te dragen voor hen die hulp behoefden, omkoperij en onderdrukking uit te bannen, alle mensen gelijk te behandelen, het begrip gerechtigheid te eerbiedigen en geen kwaad te verrichten.
Vanaf zijn troonsbestijging was de koning de schakel tussen het volk en de goden en zorgde hij voor vrede, welvaart en eeuwig leven. Voor de troonopvolging was er de prins. Ze kregen een gedegen opleiding. Ze leerden lezen en schrijven en ze werden getraind in oorlogvoering, sport, de jacht en religie. Af en toe kwam het voor dat de prins al mocht regeren met zijn vader als regent. Dit mederegentschap moest ervoor zorgen dat de ene regeringsperiode soepel in de volgende overging.
De farao zorgde voor de Egyptenaren en in naam was hij alleenheerser. In de praktijk lag de macht echter vaak bij de priesters. In sommige periodes -de 20e en 21e dynastie- was de koning niet meer dan hun marionet. Door de steeds ingewikkeldere organisatie van het land werden veel taken uitbesteed aan ambtenaren. De Egyptische koning bleef nog wel de opperrechter met de macht over vrijspraak of bevestiging van doodvonnissen, hij was handhaver van de waarheid, gerechtigheid en de kosmische orde. De farao had verschillende taken:
- hij was opperbevelhebber van het leger,
- hoofd van de administratie en financiën,
- hogepriester van iedere tempel en opperrechter.

De absolute macht en verheerlijking van de farao werd van oudsher vereeuwigd in (muur)tekeningen, beelden en andere monumenten. Deze vertellen over het leven in Egypte en over de taken en daden van de farao. Hij werd altijd even groot afgebeeld als de goden met als betekenis dat hij gelijk is aan een god.
Al vroeg tijdens zijn regering moest de farao zorgen voor zijn graf. In de 4e dynastie (± 2500 v.Chr.) werden er piramides gebouwd waarin de Egyptische koningen werden bijgezet na hun overlijden. Later werden de vorsten en mensen met hoog aanzien bijgezet in grafkamers in de rotsen naast het Nijldal. (Het gewone volk werd begraven in de zandgrond). De farao bezocht het bouwterrein waar zijn tombe werd gebouwd regelmatig. Uiteindelijk stierf hij en werd hij bijgezet in zijn uitvoerig ingerichte graf. Hij werd bijna altijd opgevolgd door zijn oudste zoon (het is ook een paar keer gebeurd dat een vrouw de troon besteeg) en de kroning was altijd een groot feest.

## Koningsnamen
Een koningstitulatuur had in de oudheid vijf onderdelen, deze bestonden uit een aantal heilwensen en een boodschap dat de farao de vereniger was van Egypte. Het was een vroegere vorm van (koninklijke) propaganda.
Een algemene blik op een willekeurige koningslijst leert dat veel namen zijn vergriekst. Dit komt doordat de koningslijst vastgesteld is volgens het systeem van Manetho, een Egyptische priester in de Griekse tijd. Zijn werk is niet bewaard, maar wel overgenomen door Griekse en Romeinse verslaggevers. Zij zijn verantwoordelijk voor het vergrieksen van de namen. De Egyptologen gebruikten dit ook en zo raakte het ingeburgerd. Een aantal voorbeelden:
- Sesostris = Senoeseret
- Cheops = Choefoe
- Amenophis = Amenhotep